# لورا ماكليستر
لورا ماكليستر (بالإنجليزية: Laura McAllister)‏ (1964 في المملكة المتحدة - ) هي سياسية ولاعبة كرة قدم بريطانية في مركز الدفاع. شاركت مع منتخب ويلز لكرة القدم للسيدات. أما مع النوادي، فقد لعبت مع Gwalia United F.C. ‏ وMillwall Lionesses L.F.C. ‏.